# Володіна Дар'я Артемівна
Володіна Дар'я Артемівна (нар. 16 квітня 1991) — українська журналістка, народний депутат IX скл. від партії «Слуга народу».

## Життєпис
Дар'я Володіна народилася 16 квітня 1991 року в Кіровограді. Закінчила ліцей «Наукова зміна», потім навчалась з 2006 по 2011 роки на економічному факультеті Київського національного Університету імені Тараса Шевченка, потім продовжила навчання у 2015—2017 роках у Дипломатичній академії при Міністерстві закордонних справ України.

## Трудова та громадська діяльність
Ще під час навчання, у травні 2007 року пішла працювати на телебачення (MAXXI TV, 2007—2010), а також у ПАТ "НСТУ" (2009—2013). З 2013 року обіймала посаду менеджера з роботи з репутаційними ризиками.
Оформлювалась як фізична особа-підприємець. Зокрема, вигравала три тендери на замовлення комунальної установи виконавчого органу Київської міської ради (Київської міської державної адміністрації) «Київський молодіжний центр» у 2018 та 2019 роках.
У грудні 2016 року вона стала засновницею ТОВ «Інформаційне агентство „Шорт. Медіа“» (діяльність інформаційних агентств) та Iconic Creations. 
Дар'я Володіна у 2018 році обиралась членом комітету протидії корупції на Київщині, також була кандидатом в члени Ради громадського контролю при НАБУ. Також працювала менеджеркою з інформаційної безпеки Євробачення-2017.
Активно коментувала теми україно-вірменських відносин.

## Політична діяльність
Кандидатка у народні депутати від партії «Слуга народу» на парламентських виборах 2019 року, № 65 у списку. Безпартійна.
Член Комітету Верховної Ради з питань фінансів, податкової та митної політики, голова підкомітету з питань правового забезпечення діяльності податкових органів. Входить до міжфракційного депутатського об'єднання «Кіровоградщина».
Співголова групи з міжпарламентських зв'язків з Італійською Республікою.
Член партії «Слуга народу».
У жовтні 2019 року була підозрюваною в отриманні хабаря в розмірі 30 тисяч доларів за непідтримку в комітеті законопроєкту про ліквідацію корупційних схем під час оцінки об'єктів нерухомості.
Пройшла перевірку на поліграфі у зв'язку зі скандалом навколо відмови групи депутатів від "Слуги народу" голосувати за проєкт закону №2047-д про ліквідацію корупційних схем під час оцінювання об'єктів нерухомості у фінансовому комітеті Верховної Ради. Повідомила, що за результати вона не вступала у змову щодо голосування і не отримувала неправомірної вигоди за голосування.
Голосувала за проєкт постанови 0901-П «Про скасування рішення Верховної Ради України від 16.01.2020 року про прийняття у другому читанні та в цілому як закону України проєкту Закону України „Про повну загальну середню освіту“», який не передбачає існування російськомовних шкіл.

## Особисте життя
Проживає в місті Києві.